# Brunelleschi (famiglia)

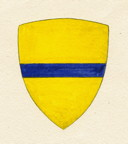
Stemma dei Brunelleschi

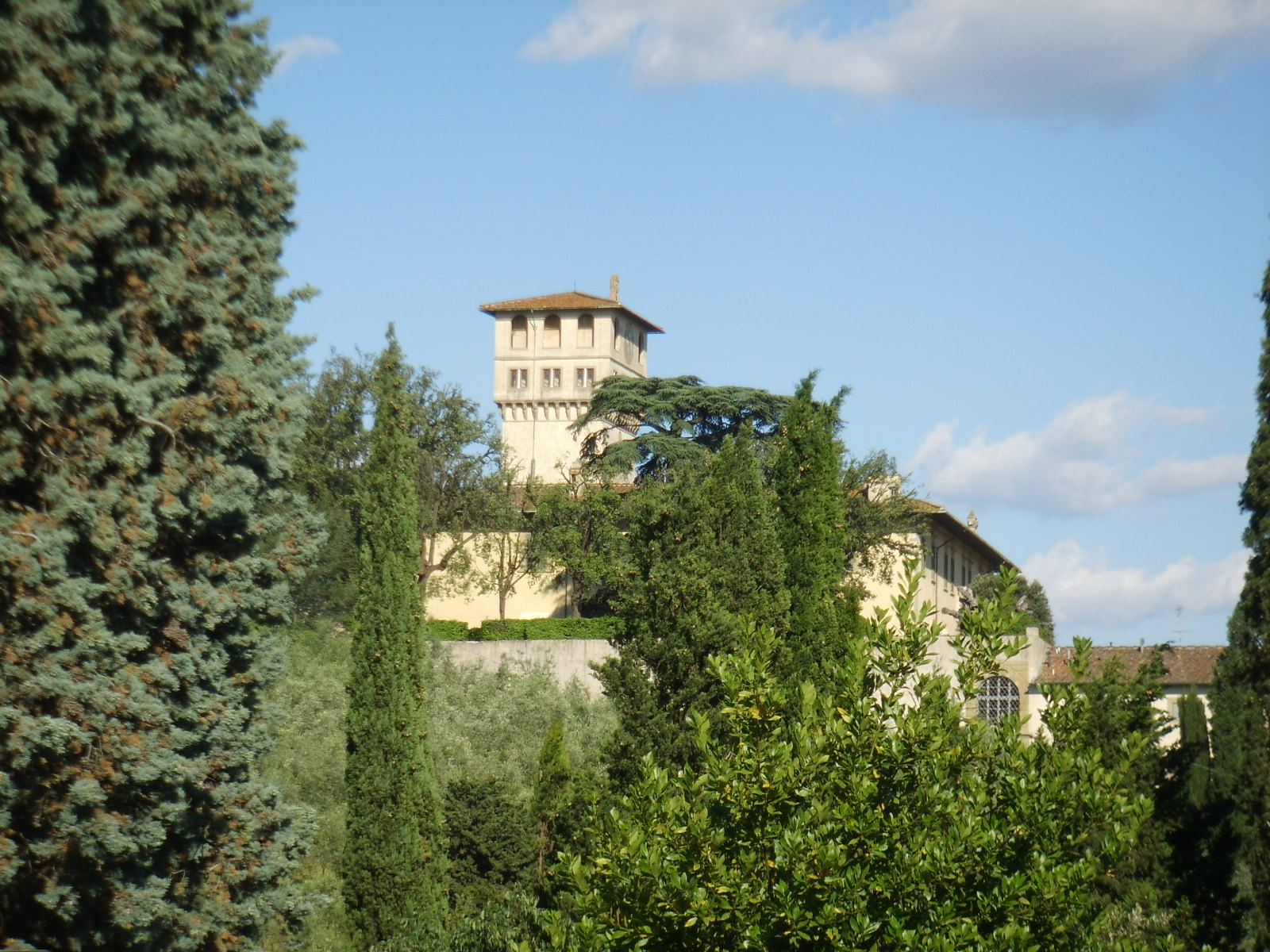
La torretta di villa La Petraia, risalente all'epoca dei Brunelleschi

I Brunelleschi furono una famiglia nobiliare di Firenze tra il medioevo e il Rinascimento. Contrariamente a quanto si potrebbe pensare, non ne faceva parte il celebre architetto Filippo Brunelleschi, che di cognome faceva "Lapi" e che deve il suo appellativo al nome del padre, il notaio ser Brunellesco.

## Storia familiare
Almeno della metà del XIII secolo la famiglia è documentata a Firenze nel popolo di San Leo, proprietaria di due torri e di un palagio affacciati sulla piazzetta della stessa chiesa, che venne detta piazza de' Brunelleschi. Poco onorevole fu la menzione di Agnello Brunelleschi nell'Inferno di Dante, nella settima bolgia dei ladri (Inf. XXV, 67 e seguenti). Egli è tra i cinque ladri fiorentini, la cui vista fa pronunciare a Dante la celebre invettiva che inizia con "Godi Fiorenza!" (Inf. XXVI, v. 1). Al tempo delle lotte civili, i Brunelleschi furono guelfi neri, alleati dei Donati e nemici dei Cavalcanti. Bette Brunelleschi è ricordato per lo sdegnoso saluto che dette alla notizia della discesa di Arrigo VII in Italia: «i Fiorentini mai per niuno signore inchinàro le corna». Boccaccio Brunelleschi, nel 1360, sbarrò al castello di Petraia il passaggio alle bande pisane, e dal 1364 lo stesso castello venne assegnato, in ringraziamento per l'impresa, alla sua famiglia. Nel 1422 lo venderono poi a Palla Strozzi e in seguito sarebbe stato ingrandito e ceduto ai Medici, che vi avrebbero edificato una delle loro più famose ville. 
La cappella funebre di famiglia si trovava in San Leo, e un'altra era presente sul retro di Santa Maria Novella, che andò distrutta nel 1848 far spazio alla stazione Maria Antonia.
La famiglia si estinse a metà del Cinquecento, e le loro proprietà passarono ai figli di Ludovico Boni, membri di un'altra antica famiglia che risiedeva in quella zona di Firenze.